# Aminur Rahman Shams-ud Doha
Aminur Rahman Shams-ud Doha (* 24. Januar 1929 in Murshidabad, Britisch-Indien; † 3. März 2012 im Libanon) war ein Diplomat und Politiker aus Bangladesch.

## Leben
Shams-ud Doha trat nach der Unabhängigkeit Bangladeschs von Pakistan am 26. März 1971 in den diplomatischen Dienst ein und war zunächst zwischen 1972 und 1974 Botschafter in der Sozialistischen Föderativen Republik Jugoslawien sowie zugleich in der Sozialistischen Republik Rumänien. Im Anschluss war er von 1974 bis 1977 als Botschafter im Iran sowie in der Türkei akkreditiert, ehe er von 1977 bis 1982 als Hochkommissar im Vereinigten Königreich fungierte.
1982 löste Shams-ud Doha Mohammad Shamsul Huq als Außenminister ab und bekleidete dieses Amt in den Regierungen der Staatspräsidenten A. F. M. Ahsanuddin Chowdhury und Hossain Mohammad Ershad bis 1984, woraufhin Humayun Rasheed Choudhury seine Nachfolge formell 1985 antrat. 1984 bekleidete er zudem für einige Zeit das Amt des Ministers für Bewässerung, Wasserentwicklung und Flutkontrolle.